# HIGH VOLTAGE
HIGH VOLTAGE（ハイ・ヴォルテージ）は2002年に結成された日本のロックバンド。2006年にSony Music Associated Recordsよりメジャー・デビュー。2008年に解散。2016年に再結成・活動再開。

## 来歴
- 2002年 - 北海道札幌市にて結成。
- 2004年より北海道以外のエリアでのライブ活動を開始。
- 2005年 - 現メンバーの4名が揃い、年間120本ものライブを行う。同年のライジング・サン・ロックフェスティバルにも出演した。
- 2006年 - Sony Music Associated Recordsよりメジャー・デビュー。ARABAKI ROCK FEST.に出演。
- 2008年10月2日 - 公式ブログにて解散を発表し、2008年12月31日、札幌HALL SPIRITUAL LOUNGEにて行われたHIGH VOLTAGE PRESENTS『CORETIME FINAL』を最後に解散した。
- 2016年6月23日- 菱谷昌弘のtwitterにて再結成を発表。吉岡貴裕が音信不通のため3人での活動再開となる。

## メンバー
- 高橋大望（たかはし たいぼう） - ボーカル、ギター担当。
- 佐藤弘坪（さとう こうへい） - ギター、コーラス担当。
- 菱谷昌弘（ひしたに まさひろ） - ドラムス、コーラス担当。

## 元メンバー
- 吉岡貴裕（よしおか たかひろ） - ベース、コーラス担当。

## 作品

### アルバム
- GEFUHL （2005年5月17日、TOWER-1013）
  1. 黒
  2. 道
  3. 空
  4. 白
  5. 何ガ起コルカ知レヌ夜ニ一人埋もれてシマウノカ
  6. 青
  7. 礎
  8. 日常というループ
  9. 5月
  10. 何色
  11. 風の声
  12. 此処に居る
  13. 影のない世界
- 1 (one) （2007年6月6日、AICL-1827）
  1. RUNNER
  2. MOMENT
  3. TIME
  4. where is brain world?
  5. SPIRAL
  6. UNDERGROUND
  7. DUSK
  8. sound of EARTH
  9. Get up and Go!
  10. drifting person
  11. SHOOTER
  12. at the platform
  13. after snow
  14. FREEDOM

#### ミニアルバム
- HIGHVOLTAGE （2004年3月3日）
  1. 黒
  2. 道
  3. 空
  4. 白
  5. 何ガ起コルカ知レヌ夜ニ一人埋もれてシマウノカ
  6. 青
- 此処にいる （2004年10月6日）
  1. 礎
  2. 日常というループ
  3. 5月
  4. 何色
  5. 風の声
  6. 此処に居る
- CORE （2006年6月21日、AICL-1755）
  1. Nostalgy
  2. withering in winter
  3. DUSK
  4. SPOOK
  5. MOON
  6. AM4:58
- SPIRAL （2006年11月22日、AICL-1785）
  1. SPIRAL
  2. DIARY
  3. DISILLUSION
  4. Non-Verbal-Communication
  5. SEASON
  6. MY REPORT

### シングル
- 六畳のパンドラ （2005年6月8日、TOWER-1001）
  1. 六畳のパンドラ
  2. Schizoid
  3. 無気力症候群
- UNDERGROUND （2007年5月2日、AICL-1819）
  - テレビ東京系アニメ『天元突破グレンラガン』エンディングテーマ

  1. UNDERGROUND
  2. RUNNER
  3. Non-Verbal-Communication (Remaster)

### DVD
- CORE TIME FINAL DVD
  - 2008年12月31日に札幌HALL SPIRITUAL LOUNGEにて行われた解散ライブの模様を収録。